# Los seguidores
Los seguidores es la vigésima novela de la serie Aprendiz de Jedi y la segunda edición especial de ésta, basada en el universo de Star Wars, y está escrita por Jude Watson. Fue publicada por Scholastic Press en inglés y por Alberto Santos Editor en español.

## Argumento
Los seguidores de los Sith son una secta que busca conocimiento Sith. El líder de la secta se enfrentó años atrás a Qui-Gon Jinn y ahora, cuando Obi-Wan Kenobi ya es un Maestro Jedi los seguidores parecen haber vuelto.